# بلکاسم زوبیری
بلکاسم زوبیری (انگلیسی: Belkacem Zobiri؛ زادهٔ ۲۳ اکتبر ۱۹۸۳) بازیکن فوتبال اهل فرانسه است.
از باشگاه‌هایی که در آن بازی کرده‌است می‌توان به باشگاه فوتبال وفاق سطیف، باشگاه فوتبال قسنطینه، باشگاه فوتبال کن، و باشگاه ورزشی آمیان اشاره کرد.